# シェナンドー軍 (北軍)
南北戦争中の北軍シェナンドー軍（Army of the Shenandoah）は1861年夏に組織された後に解散し、1864年になってフィリップ・シェリダンの下に再編成された。1864年のバレー方面作戦で活躍し、戦争終結に重要な役割を果たした。

## 歴史

### 1861年
1861年、ロバート・パターソンを司令官として、ペンシルバニア軍管区（Department of Pennsylvania）の部隊から構成されるシェナンドー軍と制式命名された軍が誕生した。1861年夏、北軍アービン・マクドウェル准将の北東バージニア軍管区（戦闘勢力は28,452名）はワシントンD.C.にあり、40km離れたマナサス（ブルラン）にあった南軍P・G・T・ボーリガード准将の部隊（戦闘勢力21,883名）に対峙ししていた。一方、北軍シェナンドー軍18,000名は、南軍ジョセフ・ジョンストン准将の12,000名とシェナンドー渓谷で戦い、ボーリガード軍を援護させないようにしておく任務を与えられていた。1861年7月2日、シェナンドー軍の内、ジョン・アバクロンビー（John Joseph Abercrombie、パターソンの義理の息子）とジョージ・ヘンリー・トーマスの率いる2個旅団が、ホークスランの小規模な戦いに勝利した。しかし、軍団の残りの部隊は戦闘にはほとんど加わっていない。結局ジョンストンの合流阻止には失敗し、7月21日に起こった南北戦争最初の大会戦である第一次ブルランの戦いで北軍が敗北する原因となった。その責任を問われ、陸軍総司令官であるウィンフィールド・スコットの命令によってパターソンは解任され、軍も解散した。

### 1864年
1864年8月7日、北軍総司令官となったユリシーズ・グラントの命令により、シェナンドー軍は再び組織された。南軍のジュバル・アーリー中将が率いる15,000名の軍団のワシントン侵攻、特にモノカシーの戦いでルー・ウォーレス中将の第8軍団が敗れたことに対処するためのものであった。新しいシェナンドー軍は、第6軍団（ホレイショ・ライト）、第19軍団（ウィリアム・エモリー（William H. Emory））及びジョージ・クルックの西バージニア軍（以前の第8軍団の部隊を受け継いでいたため、第8軍団とされる場合もあるが、実際には別組織）で構成され、軍司令官はシェリダンであった。その使命はアーリーに対する逆襲と、南軍のゲリラをシェナンドー峡谷に追い返すことであった。
アーリーは狡猾な戦略家であり、自身の軍団が数に勝るシェナンドー軍に捕捉されないように機動させた。作戦初期におけるアーリーの勝利は、アメリカ連合国の士気を回復させていた。南軍のロバート・E・リー大将は、アーリーの軍団は実現可能なことは全て成し遂げたと結論し、軍団の内2個師団をリッチモンドに戻し、残りの兵力でシェリダンに対するよう命じた。このことを知ったシェリダンは、アーリーの戦力が低下するのを待ち、9月19日に第三次ウィンチェスターの戦い、続いて9月20－21日のフィッシャーヒルの戦いでアーリーを破った。これらの戦いで、アーリーの軍団は壊滅的な損害を被った。シェリダンは南軍への食料補給を遮断するためにシェナンドー渓谷で焦土作戦を実施し、農家および2,000以上の製粉所が燃やされた。
シェリダンの31,000名のシェナンドー軍の脅威に対し、戦力補給を受けたアーリーは再度逆襲を試みた。10月9日のトムズブルックの戦いで、ジョージ・アームストロング・カスター准将の北軍騎兵隊が決定的勝利を収めた後、アーリーは10月19日にシーダークリークで奇襲をかけた。前半は南軍優勢だったが、北軍の逆襲が成功して南軍は敗北し、シェナンドー渓谷は北軍の勢力範囲となった。
この勝利の後、シェナンドー軍の構成部隊の一部は、グラントのピータースバーグ包囲戦とジョージアのウィリアム・シャーマンの支援に派遣された。シェリダン自身もグラントの部下となった。シェナンドー軍の司令官にはアルフレッド・トルバート（Alfred Thomas Archimedes Torbert）准将が就任し、1865年6月27日に解散した。

## 歴代指揮官
- Summer 1861年夏：ロバート・パターソン少将
- 1864年5月21日 - 7月3日： デイビッド・ハンター少将
- 1864年8月7日 - 10月16日： フィリップ・シェリダン少将
- 1864年10月16日 - 10月19日： ホレイショ・ライト少将
- 1864年10月19日 - 1865年4月22日： フィリップ・シェリダン少将
- 1865年4月22日 - 6月27日：アルフレッド・トルバート准将

## 参戦した主な戦い
- 1861年7月2日：ホークスランの戦い（ Battle of Hoke's Run）、パターソン
- 1864年9月19日：第三次ウィンチェスターの戦い、シェリダン
- 1864年9月20日-21日：フィッシャーヒルの戦い（ Battle of Fisher's Hill ）、シェリダン
- 1864年10月9日: トムズブルックの戦い（Battle of Tom's Brook ）、シェリダン
- 1864年10月19日：シーダークリークの戦い、ライト及びシェリダン
- 1865年4月：アポマトックス方面作戦、トルバート

## 参考資料
- Description of the 1864 Shenandoah Valley Campaign
- Brief Introduction on the Army of the Shenandoah